# Szkoła Podstawowa nr 172 im. Polskiej Organizacji Wojskowej w Warszawie
Szkoła Podstawowa nr 172 im. Polskiej Organizacji Wojskowej w Warszawie – ośmioletnia szkoła podstawowa położona na osiedlu Zielona-Grzybowa w warszawskiej dzielnicy Wesoła.
Szkoła dawniej wraz z Gimnazjum nr 118 im. Pierwszej Kompanii Kadrowej tworzyła Zespół Szkół nr 94.

## Historia szkoły
Decyzję o budowie szkoły podjęto w 1936 roku. 1 grudnia 1936 roku ksiądz Walenty Wolski poświęcił kamień węgielny.Budynek zaprojektował inż. Bogdan Lewandowski. 19 września 1937 odbyło się uroczyste poświęcenie i oddanie do użytku szkoły.Po otwarciu szkoły odbyło się poświęcenie sztandaru szkoły, ufundowanego przez społeczeństwo Zielonej-Grzybowej i Peowiaków. Pierwszym dyrektorem został Manswet Śmigielski (pełnił tę funkcję przez 7 lat, aż do swojej śmierci na Pawiaku w 1944 roku).
W 1945 roku nowym dyrektorem został Walery Mikita. W 1949 uzyskał on zgodę na rozbudowę szkoły, która trwała aż do 1968 roku.
W 1976 roku szkole nadano imię porucznika Władysława Krawczyka.
11 listopada 1991 roku Szkole Podstawowej nr 2 w Wesołej przywrócono imię Polskiej Organizacji Wojskowej.
W tym samym roku odnaleziono zaginiony podczas II wojny światowej sztandar.
21 marca 1995 roku oddano do użytku halę sportową.
W 1999 roku w wyniku reformy edukacji powstało Gimnazjum nr 2 w Wesołej. Jego dyrektorem została Elżbieta Obiedzińska.
W 2002 roku Wesoła stała się jedną z dzielnic Warszawy.
1 marca 2004 rozpoczął funkcjonowanie Zespół Szkół nr 46 w Warszawie, w październiku przemianowany na Zespół Szkół nr 94. Wówczas zmieniono również numer Szkoły Podstawowej na 172, a Gimnazjum na 118.
12 maja 2006 Gimnazjum nadano imię Pierwszej Kompanii Kadrowej.
W 2007 roku szkoła świętowała 70-lecie istnienia. W tym samym roku podjęto decyzję o budowie nowego budynku szkoły, która trwała do roku 2009.
1 września 2017 roku zlikwidowano gimnazjum.

## Dyrektorzy
Funkcję dyrektora szkoły pełni od 2014 roku Katarzyna Paroń-Bryła.

### Dyrektorzy Szkoły
- 1937-1944 – Manswet Śmigielski
- 1945-1967 – Walery Mikita
- 1967-1970 – Elżbieta Kopysiewicz
- 1970-1974 – Stanisław Ptak
- 1974-1976 – Stanisława Mystkowska
- 1976-1979 – Mieczysław Borawski
- 1979-1981 – Longin Wąsowski
- 1981-1989 – Henryk Bojar
- 1989-1990 – Edward Zdzieborski
- 1990-2002 – Elżbieta Guzek
- 2002-2013 – Elżbieta Obiedzińska
- 2013-2014 – Iwona Wróbel
- od 2014 – Katarzyna Paroń-Bryła